# 魂のゆくえ (映画)
『魂のゆくえ』（たましいのゆくえ、First Reformed）は2017年のアメリカ合衆国のドラマ映画。監督はポール・シュレイダー、出演はイーサン・ホークとアマンダ・サイフリッドなど。この作品でポール・シュレイダーは2018年（第91回）アカデミー脚本賞にノミネートされた。
自らの信仰心に疑いを抱くようになった牧師の姿を通して現代における信仰者のあり方について問い直した作品である。シュレイダーは本作が自分の人生の集大成的な作品であると述べている。
原題の「First Reformed」は主人公が責任者を務める教会の名前「First Reformed Church」のことであり、日本語字幕では「第一改革派教会」となっている。

## ストーリー
ニューヨークの小さな教会であるファースト・リフォームド教会の責任者を務めるエルンスト・トラー牧師は、自身の考えを年報に掲載する記事にまとめている。しかしトラーは書き上がったものに満足することができず、それを破り捨ててしまう。トラーは従軍牧師としても活動していたが、息子のジョセフの戦死をきっかけに活動から退くことになる。ジョセフに入隊を勧めたのはトラー自身であり、軍隊に送り出した以上、そうなる可能性も十分に覚悟していたとは言え、トラーの苦悶と自責の念は極めて強い。
そんな折、トラーはメアリーと出会う。メアリーはトラーに夫のマイケルと面談するように頼み込む。マイケルは極端な環境保護論者であり、メアリーに中絶を勧めてくるのだという。トラーがその理由を問い質したところ、マイケルは「この世界は気候変動によって過酷なものになってしまい、もう元には戻れないでしょう。そんな世界に子供を産み落としたくないのです」と答える。
メアリーは夫のものと思われる即席爆弾を車庫で発見し、マイケルの留守中にトラーに見せる。トラーは警察に通報はせずに、自分が持ち帰って処分しようと話す。
やがてマイケルから「公園の入り口に来て欲しい」と連絡が入る。待ち合わせ場所の公園に向かったトラーは、そこでショットガンで自殺したマイケルの遺体を発見する。マイケルの遺書に従い、彼の遺骨はゴミの最終処分場に散骨されることとなり、聖歌隊が環境破壊を糾弾する歌を歌う中、メアリーが夫の遺灰を池に撒く。
その頃、教会では設立250周年を祝う式典の準備が進んでいた。その式典には市長と知事をはじめとする地元の名士たちが多数参列する予定である。その中には教会の大口支援者であるエドワード・バルクの名前もある。バルクは環境汚染で問題視されている大企業の経営者で、アバンダント・ライフ（豊かな生命）教会というメガチャーチを経由して教会を後援している。ある日、バルクに引き合わされたトラーは気候変動についてどう思うかとバルクに尋ねる。責められていると感じたバルクはマイケルを救えなかったトラーを責めてお茶を濁したが、トラーは気候変動こそキリスト教徒が直視すべき問題ではないかと思うようになる。
マイケルと面談したのは僅かな時間だったにも拘わらず、彼の思想はトラーの信仰及び価値観を大きく変えるまでに至る。胃がんであると診断されたトラーは、マイケルが果たせなかった自爆テロを自らの手で引き起こそうとして、250周年式典に自爆ベストを着て行こうとするが、メアリーが出席しているのを見てそれを脱ぎ、有刺鉄線を我が身に巻き付けて「自虐」する。そして洗剤を飲んで自殺を図ろうとするが、そこにメアリーが現れ、かねてより想いを寄せ合っていた2人は強く抱き合ってキスをする。

## キャスト
※括弧内は日本語吹替
- エルンスト・トラー牧師: イーサン・ホーク（横堀悦夫） - 息子の戦死で妻に去られた牧師。
- メアリー・メンサナ: アマンダ・サイフリッド（小林沙苗） - 敬虔な信者。妊娠中。
- ジョエル・ジェファーズ牧師: セドリック・カイルズ（楠見尚己） - アバンダント・ライフ教会のトラーの実質的上司。
- エスター: ヴィクトリア・ヒル（英語版）（林佳代子） - トラーの旧友で彼を愛している女性。アバンダント・ライフ教会で聖歌隊を指揮。
- マイケル・メンサナ: フィリップ・エッティンガー（英語版）（宮本淳） - メアリーの夫。環境保護活動家。
- エドワード・バルク: マイケル・ガストン - 実業家。アバンダント・ライフ教会に多額の寄付をしている。
- ジョン・エルダー: ビル・ホーグ - オルガン奏者。

## 製作
2016年9月10日、ポール・シュレイダー監督が50年もの長きにわたって構想し続けてきた企画がついに映画化されることになり、イーサン・ホークとアマンダ・サイフリッドが起用されたと報じられた。本作の主要撮影はニューヨークで20日間にわたって行われた。

## 公開
2017年8月31日、本作は第74回ヴェネツィア国際映画祭でプレミア上映された。9月12日には第42回トロント国際映画祭での上映が行われた。15日、A24が本作の全米配給権を購入したと報じられた。

### 興行収入
2018年5月18日、本作は全米4館で限定公開され、公開初週末に9万7562ドルを稼ぎ出し、週末興行収入ランキング初登場30位となった。1館当たりの興行収入はポール・シュレイダー監督作品として最高の数字であった。

### 批評家の反応
本作は批評家から絶賛されている。映画批評集積サイトのRotten Tomatoesには239件のレビューがあり、批評家支持率は93%、平均点は10点満点で8.3点となっている。サイト側による批評家の見解の要約は「ポール・シュレイダー監督の緻密な仕事とイーサン・ホークの卓越した演技は『魂のゆくえ』に生命を吹き込んでいる。同作は重苦しい主題に鋭敏かつサスペンスに満ちた視点を投げかけている。」となっている。また、Metacriticには48件のレビューがあり、そのうち高評価は45件、賛否混在は3件、低評価はなく、加重平均値は85/100となっている。